# 王師旦
王師旦，浙江海盐人，清朝政治人物。进士出身。
康熙十八年，登進士。雍正三年（1725年），擔任清朝廣州府新安縣知縣。后由何夢篆接任。雍正二年（1724年），接任儋州知州，任职15年，以“精通地理”、“知风水”自居，刮民财，毁风水，遗下“王师旦败儋州”之说。